# Подмишнична артерия
Подмишничната артерия (на латински: arteria axillaris) е продължение на подключичната артерия и се разполага в подмишничната ямка заедно със сноповете на мишничния нервен сплит, които я обхващат от трите ѝ страни. На равнището на долния ръб на големия гръден мускул подмишничната артерия продължава в мишничната артерия.
От предмишничната артерия се отделят следните клонове:
- гръдно-раменна артерия
- странична гръдна артерия
- подлопаткова артерия